# Булан-Турган
Була́н-Турга́н (рос. Булан-Турган, башк. Боланторған) — присілок у складі Іглінського району Башкортостану, Росія. Входить до складу Надеждинської сільської ради.
Населення — 60 осіб (2010; 57 в 2002).
Національний склад:
- башкири — 77 %